# С-41
Танковото 152 мм оръдие С-41 е разработено през 1943 г. след заповед на Сталин за превъоръжаване на тежките танкове с мощно оръдие за подавяне на немската отбрана. Данните за тази гаубица са много оскъдни.
Съветските конструктори се опитват да реанимират проекта КВ-2 (тежък щурмови танк). Поради това, че КВ-2 е бил снет от въоръжение, при това доста отдавна, за шаси е използван танкът КВ-1с. Въпреки огромните трудности те успяват да спазят компановката на щатното оръдие на танка и да монтират 152 мм гаубица С-41 в куполата. Допълнително в конструкцията е въведен високоефективен дулен спирач.
Новото оръдие, монтирано на танка КВ, е демонстрирано през август 1943 г. лично пред маршал Ворошилов. Въпреки високата му оценка по-нататъшни експерименти с монтирането на 152 мм гаубица в танкова купола не са правени. Това се налага и от факта, че през октомври 1943 г. в редовете на Съветската армия на въоръжение вече има щурмови САУ – СУ-152 и ИСУ-152, а се очаква и танкът ИС със 122 мм оръдие.